# Парламентские выборы 1964 года в Мали
Парламентские выборы 1964 года в Мали — парламентские выборы, состоявшиеся в Мали 12 июня 1964 года в соответствии с Конституцией 1960 года. В результате выборов было подтверждено безраздельное политическое господство единственной правящей партии Суданский союз. Выборы 1964 года были первыми в истории независимой Республики Мали.

## История
С момента провозглашения в 1960 году Республики Мали в стране установился режим президента Модибо Кейты, начавшего построение социализма, а его партия Суданский союз осталась единственной разрешённой политической силой страны. К 1963 году оппозиция в Мали была подавлена и 13 мая 1964 года Национальное собрание переизбрало Кейту президентом, после чего было распущено. В начале июня состоялись новые парламентские выборы, на которых на все 80 депутатских мест претендовали только кандидаты от Суданского союза

## Результаты
| Зарегистрировано           | ок. 2 425 696 | 100 %  |
| Всего проголосовало        | 2 156 896     | 88,9 % |
| Признаны действительными   | 2 154 711     |        |
| Недействительные бюллетени | 2185          |        |
| Воздержались               | ?             | ?      |
| Источник:                  |               |        |

| \| \| \| | 99 % |
|          |      |

|  |  |

| \| \| \| | 1 % |
|          |     |

|  |  |

## Значение
Результатом выборов стало укрепление однопартийной системы. Суданский союз безраздельно доминировал на политическом пространстве, но уже в августе 1964 года Модибо Кейта заявил об «угрозе контрреволюции» и о том, что силы оппозиции будут существовать, даже если они не представлены в парламенте. 22 января 1968 года после долгих политических перипетий Национальное собрание самораспустилось и было заменено назначаемой президентом Законодательной комиссией. Следующие парламентские выборы состоялись в Мали в 1979 году, через 15 лет после выборов 1964 года.